# Ceratozamia chamberlainii
Ceratozamia chamberlainii es una especie de Cycadopsida del género Ceratozamia, de la familia Zamiaceae, del orden Cycadales.

## Distribución
Ceratozamia chamberlainii se distribuye por México (Hidalgo, Querétaro, San Luis Potosí).

## Taxonomía
Fue descrita científicamente por Mart.-Domínguez, Nic.-Mor. & D.W.Stev.. Fue publicado por primera vez en Mart.-Domínguez, Nic.-Mor. & D.W.Stev. In: Phytotaxa 317(1): 17-28. (2017).